# On-Ok
On-Ok oder On-Oq  war die Eigenbezeichnung einer historischen (alt)türkischen Stammeskonföderation, die im engen Zusammenhang mit den Kök-Türken gesehen wird. On-Ok bedeutet „zehn Stämme“ oder „zehn Pfeile“, die geschichtswissenschaftlich mit den zehn in der Asena-Legende genannten Stämmen in Verbindung gebracht wurden.
Nachdem das Erste Türk-Kaganat ab 584 in zwei Teile zerfallen war, kam für die Kök-Türken des Westteils der Name On-Ok auf.
Später, nach dem Ende beider Teile des ersten Türk-Kaganats, nach dem Zusammenbruch der chinesischen Kontrolle über das Tarim-Becken und der Gründung des Zweiten Türk-Kaganats ab 682, fiel die Herrschaft auch in den weiter westlich gelegenen Gebieten an die Türken zurück, zuerst an die On-Ok. Die On-Ok standen zeitweise unter der Hoheit des östlich gelegenen Zweiten Türk-Kaganats, teils waren sie seine Verbündete.
Später übernahmen die Türgesch im westlichen Teil die Herrschaft von den On-Ok. 766 beseitigten die Karluken die Herrschaft der Türgesch über die On-Ok, die aus der Geschichte verschwanden.
Es wird vermutet, dass die westlichen Oghusen aus den On-Ok hervorgegangen sind. In der Kültegin-Inschrift aus dem Jahr 732 wird eine Gesandtschaft des Kaghans der On-Ok bei Trauerfeierlichkeiten erwähnt. Es wird ebenfalls vermutet, dass der Name der Onoghuren auch aus den On-Ok hervorgegangen ist.

## Etymologie
Etymologisch lässt sich das türkische Substantiv ok ‚Stamm; Pfeil‘ auch im Stamm von oğul ‚Sohn‘ (‚Tochter‘ auf Mongolisch) finden. Das Wort ist verwandt mit dem Alttürkischen 1. ög ‚Mutter; Schwester‘ < Proto-Türkisch: *òk῾è ‚Ehefrau, Frau‘; 2. ük- ‚anhaufen‘, üküş ‚viel‘ < PTürk.: *ṓk- ‚anhaufen‘ (vgl. türkisch yük ‚Last‘ mit Joch u. a. ‚schwere Last‘; altsächsisch juk, altnordisch/schwedisch ok); 3. ok ‚Pfeil‘ < PTürk.: òk῾à ‚scharf, spitzig; Kerbe, Scharte, Schnitt, Schlucht‘.
Die Bedeutung von ok ‚Pfeil‘ ist mit dem Lateinischen acu- ‚scharf, spitzig‘, acus ‚Nadel‘ < Proto-Italisch: *ak-u- < PIE: *h2ek̑-u- ‚spitzig‘ verwandt. Deutsch Ecke; Altnordisch egg < PIE: *ak̑-, *ok̑- ‚scharf, spitz, kantig‘ lassen sich deutlicher vergleichen.
Die Bedeutung von ok ‚Stamm‘ ist mit dem Altsächsischen ōkan ‚schwängern‘, ōkian ‚vermehren‘; Altnordischen auka ‚vermehren‘, auki ‚Vermehrung, Zuwachs‘ < PIE: *aug-‚vermehren, zunehmen‘ verwandt (DWDS-Suche: auch).
Der Ursprung des Wortes ist unbekannt. Es ist keinesfalls möglich ok als Lehnwort in jeweiliger Sprache zu bezeichnen, obwohl seine Entwicklung in beiden Sprachfamilie semantisch und phonetisch verwandte Verhaltensmuster zeigt. Es handelt sich also um ein Wort, das von beiden Sprachfamilien vermutlich auf derselben Art angeeignet wurde oder gar entstanden ist. Es könnte in der Kultur der σκυθ- auch iškuz oder üč-okuz ,drei Stämme' (eigentlich ,wir sind drei Stämme') geschehen – zu jener Zeit der kulturell, wirtschaftlich und militärisch zusammenhaltenden Völkerkonföderation frühestens ab dem 9. Jh. vor Christus.